# Ça s'peut pas
Albums de Clarika
J'attendrai pas cent ans
(1993) La Fille, tu sais
(2001)
Ça s'peut pas est le deuxième album de Clarika, sorti en 1996.
Il est réalisé par Dominique Blanc-Francard, mêlant les sonorités, jazzy pour certaines, orientales pour d'autres. Le titre éponyme sera repris sur l'album Joker en duo avec Bernard Lavilliers. Clarika y affirme son style d’écriture alternant gravité et humour. Exemple :  

« T'es beau comme garçon,
Mais y'a tant d'air dans ta tête,
Qu'on peut y faire de l'avion »

## Liste des morceaux
| 1.    | Beau comme garçon             | 4:35 |
| 2.    | Mes petites vacances          | 4:15 |
| 3.    | Manger les fleurs             | 5:01 |
| 4.    | Avec Luc                      | 3:31 |
| 5.    | Le Cimetière des choses       | 4:02 |
| 6.    | J'suis game over (La Saga)    | 5:47 |
| 7.    | Non ça s'peut pas             | 3:21 |
| 8.    | Rien qui va                   | 3:16 |
| 9.    | La Vieille au chat            | 3:55 |
| 10.   | Léo (Petite Princesse Mirage) | 3:30 |
| 11.   | Je veux ci                    | 1:00 |
| 12.   | Je veux ça                    | 3:41 |
| 46:24 |                               |      |